# Réserve naturelle Monte Genzana et Alto Gizio
La réserve naturelle Monte Gizana et Alto Gizio est un espace naturel protégé créé dans les Abruzzes en 1996, dans la province de L'Aquila,.

## Territoire
La réserve naturelle, située dans la commune de Pettorano sul Gizio, est la plus grande réserve des Abruzzes, avec un dénivelé allant de 530 m d'altitude de la rivière Gizio jusqu'à 2 170 m du Mont Genzana.
Outre le mont Genzana, qui la délimite à l'ouest, la réserve est entourée à l'est par une vallée qui unit la vallée de Peligna avec le plateau de Cinquemiglia, au nord par le mont Mattone et au sud par le sommet du Toppe Vurgo. La différence d'altitude qui la caractérise fait que dans la zone protégée il existe différents milieux naturels en termes de flore et de faune, dont celui typique du torrent Riaccio. Le mont Genzana et la rivière Gizio avec la vallée du même nom donnent son nom à la réserve.

## Flore

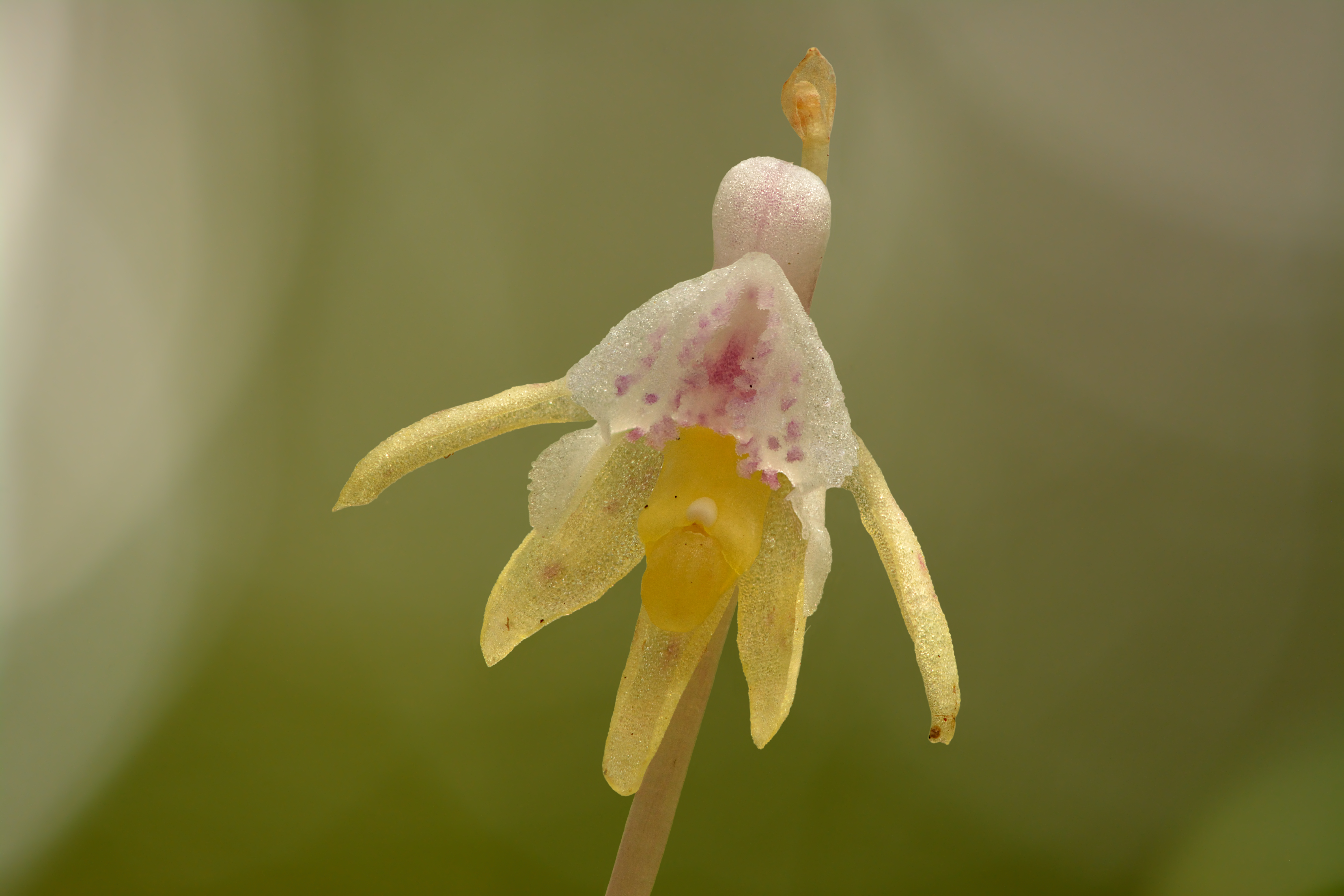
Epipogium aphyllum

En raison de la variété des milieux naturels présents, la flore de la réserve comprend parmi les plantes arboricoles, herbacées et florales, des espèces d'érable sycomore, de charme commun, de charme-houblon, de hêtre, de chêne pubescent et d'if. On y trouve aussi l'Epipogium aphyllum, une espèce rare d'orchidée protégée par la Convention sur le commerce international des espèces de faune et de flore sauvages menacées d'extinction (CITES), stipulée à Washington en 1973, et d'autres orchidées dont la croissance augmente depuis 2020 après des années dans la réserve.

## Faune

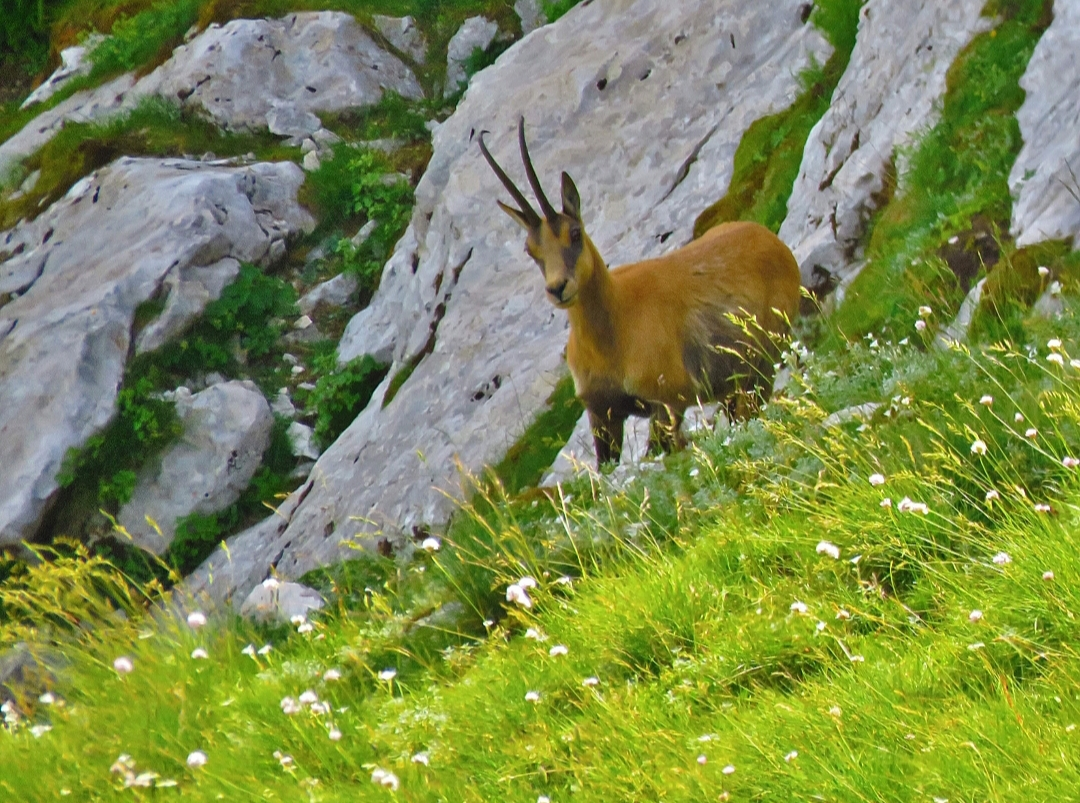
Chamois des Apennins

La réserve agit comme un tampon entre le parc national des Abruzzes, Latium et Molise et le parc national de la Majella : en effet, à l'exception des chamois des Apennins (Rupicapra pyrenaica ornata (it)), il est possible de trouver toute la faune typique des deux parcs nationaux. Parmi les animaux présents, il y a des espèces de chevreuils, cerfs, sangliers, martres, loirs, lièvres, loups des Apennins, ours brun marsicain, écureuil, blaireau et renard pour les mammifères ; et aigle royal, autour des palombes, perdrix bartavelle, bondrée apivore, faucon pèlerin, faucon hobereau et buse variable pour oiseaux.

## Galerie

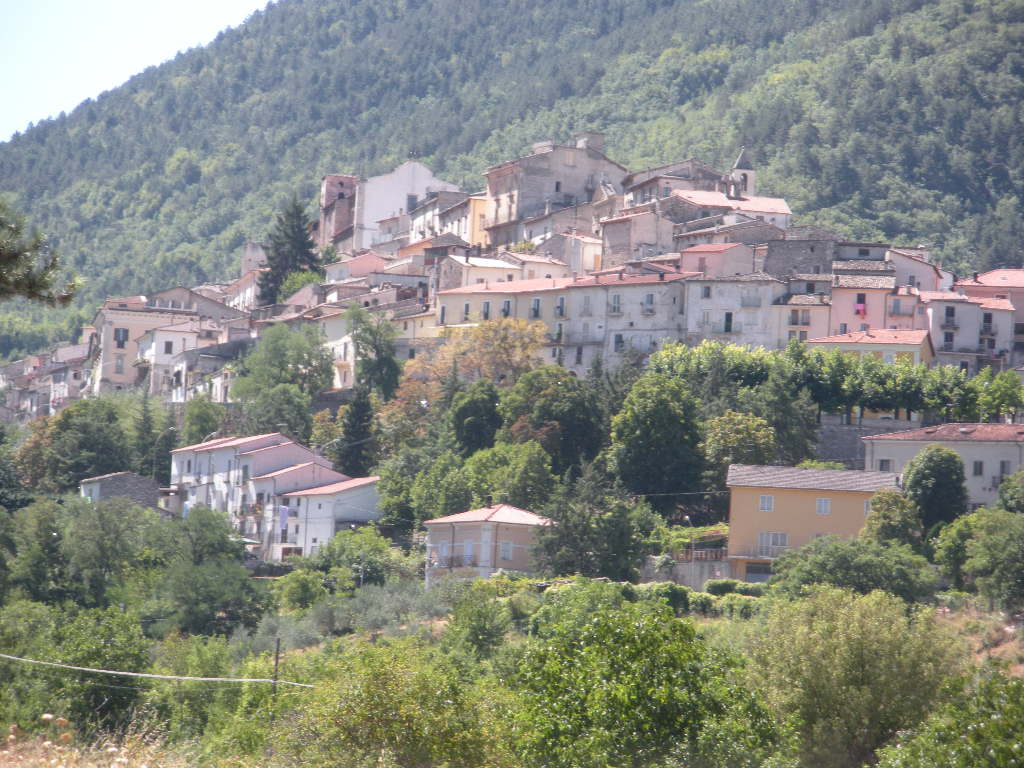
Pettorano sul Gizzio.
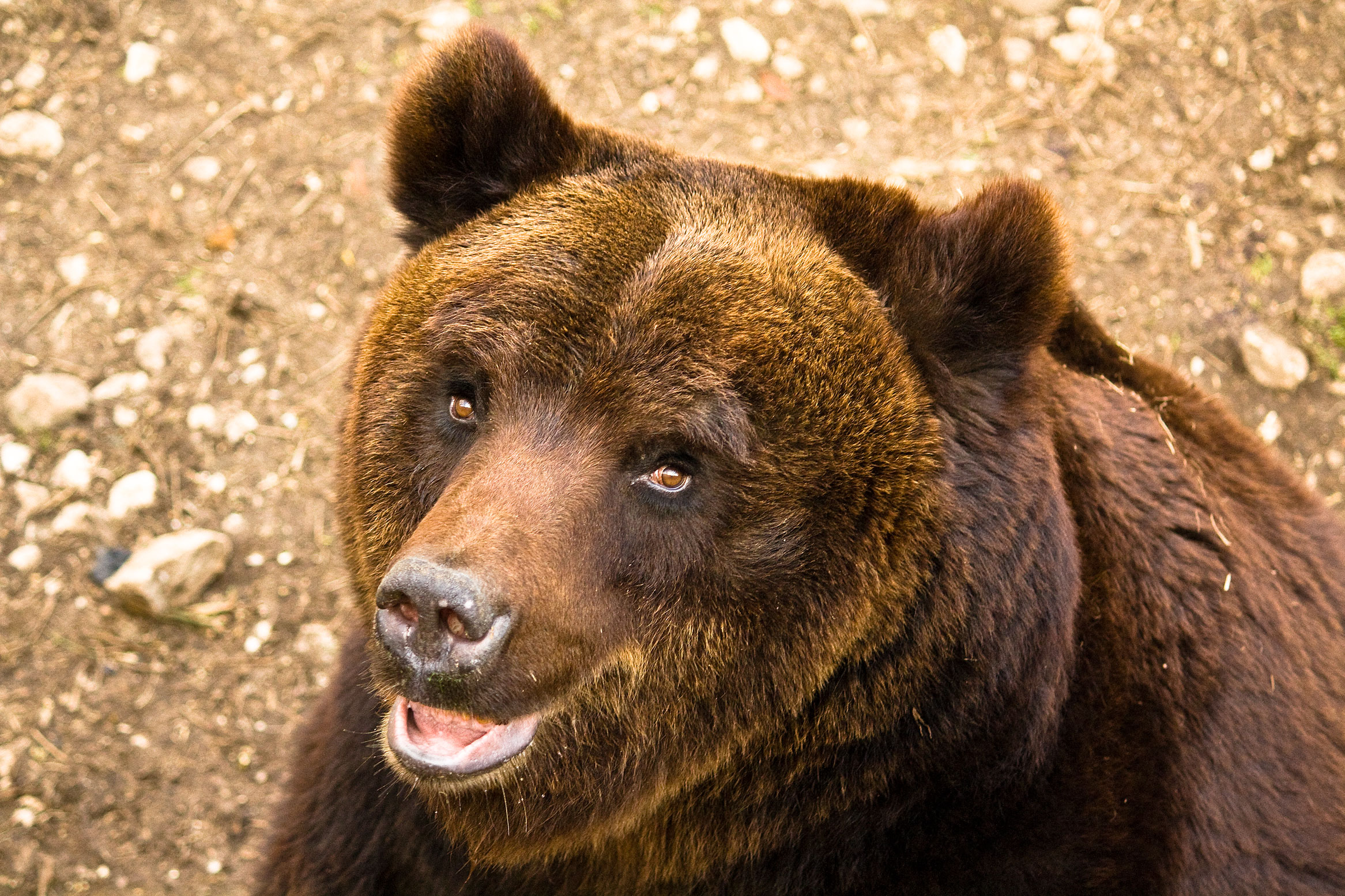
L'ours brun marsicain.